# Ursula Starlinger
Ursula Starlinger, geb. Keitzke (* 15. Februar 1917 in Danzig; † 26. Februar 2005 in Wetzikon) war eine deutsche Politikerin (CDU).

## Leben
Ursula Starlinger war Lehrerin in landwirtschaftlicher Haushaltskunde. In Königsberg (Preußen) heiratete sie 1944 den Arzt Wilhelm Starlinger, der von 1947 bis 1954 im sowjetischen Gulag war und 1956 starb. Das Ehepaar hatte ein gemeinsames Kind, drei weitere Kinder stammten aus der ersten Ehe ihres Mannes.
Nach der Flucht aus Königsberg im Jahre 1945 nach Schleswig-Holstein trat sie 1948 in die neu gegründete Christlich Demokratische Union Deutschlands ein. Von 1948 bis 1950 war sie Mitglied im Stadtrat von Preetz. 1969 war sie Mitglied des Kreistages Ludwigshafen. Im Kreisverband Ludwigshafen-Land gründete sie die Frauen-Union, deren Erste Vorsitzende sie bis 1987 blieb. Zudem war sie viele Jahre Mitglied des Landesvorstandes der CDU Rheinland-Pfalz.
Von 1967 bis 1979 war sie Abgeordnete im Landtag Rheinland-Pfalz und von 1971 bis 1979 dessen Vizepräsidentin.
Zum postum veröffentlichten Buch ihres Mannes Derrière la Russie: La Chine (Édition Spes, Paris 1958)
schrieb sie das Vorwort.

## Ehrungen
- 1972: Verdienstkreuz 1. Klasse der Bundesrepublik Deutschland
- 1979: Großes Verdienstkreuz der Bundesrepublik Deutschland
- 1987: Großes Verdienstkreuz mit Stern der Bundesrepublik Deutschland
- 1990: Verdienstorden des Landes Rheinland-Pfalz